# 青の光
『青の光』（ドイツ語：Das blaue Licht）は、1932年制作のドイツの白黒映画で、脚本と監督はレニ・リーフェンシュタールとバラージュ・ベーラであり、クレジットはされていないが、カール・マイヤーが脚本を担当した。このリーフェンシュタールの映画作品では、リーフェンシュタール自身が演じる主人公ユンタ (Junta) は、観る者が共感するようなキャラクターとして描かれている。撮影はスイスの ティチーノ州にある ドロミーティ・ディ・ブレンタと、イタリアのサレンティーノで行なわれた。

## あらすじ
村外れにひとりで暮らしている少女ユンタ（リーフェンシュタール）は、その孤立と奇矯から、魔女だと思われている。何かしか理由があって彼女が村のなかへやってくると、村人たちは彼女を追い払うのが常であった。村人たちは、数人の村の若者がひとりまたひとりと、いずれも満月の夜に、取り憑かれたかのように地元の山に登ろうとして転落死した事に、ユンタが何らかの形で関わっているのではないかと感じている。
ユンタは、村を囲む山々の静寂の中で、若い羊飼いの少年との接触があるのを例外として、ほとんどひとりぼっちで生活している。ユンタは、生まれ育った丘や森で、自由に過ごしていた。ユンタは素朴で、無垢であるが、何か神秘的なものが見えている。ユンタは地元の山々に登攀し、急斜面や難所を登ることを愛している。
満月の夜になると、地元のひときわ高い山の裂け目から光が差し込み、美しい水晶で満たされた小さな洞窟の中が、月の光で輝く。魔法のような青い光に輝く、この上なく美しいこの場所は、ユンタにとって聖なる空間だ。遠くから差し込む青い光の輝きは、麓の村にも届き、それが村の若者たちを引き寄せるのであったが、その誰もが険しい山の斜面から転落してしまい、たどり着く事ができたものはいなかった。
町からやって来た画家の男が、村の中を通り、ユンタを見初めた。男はユンタを追い、彼女が羊飼いの少年と暮らしている小屋までついて行き、しばらくそこに逗留する。男はドイツ語しか話さないが、ユンタはイタリア語しか話さないので、2人のやりとりは断片的なものになる。すべては喜びと善意、純潔のうちに時が過ぎて行くが、次の満月の夜がきたとき、男はユンタが山に登って行くのを見かける。男はユンタの後を追い、美しい洞窟までたどり着き、ユンタがそこで輝く水晶に囲まれて恍惚としているのを見つける。
この無数の水晶が、ユンタや村人たちに莫大な富をもたらすと考えた男は、すぐさま山を下りて、村人たちにこのことを知らせ、洞窟にたどり着く正しい経路を告げる。ユンタは、男がそのような行動をとった事に、翌日になって水晶の一部やそれを掘り出すのに使った道具が村へ通じる道に落ちているのを見つけるまで気づかなかった。洞窟に駈け戻ったユンタは、貪欲な村人たちによって、水晶がすべて持ち去られた事を知る。一方、村人たちと画家の男は、祝宴を開く。ユンタは聖なる洞窟への冒涜と、信頼した他所者の裏切りによって、打ち拉がれ、身を投げて死ぬ。

## キャスト
クレジット順
- レニ・リーフェンシュタール - ユンタ
- マチアス・ヴィーマン - ヴィーゴー
- ベニ・フーラー (Beni Fuhrer) - トニオ
- マックス・ホルツボーア (Max Holzboer) -  宿屋の主人
- マルタ・マイア (Martha Mair) - ルシア
- フランツ・マルダケア (Franz Maldacea) - グッツィ

## 制作の背景
1993年のドキュメンタリー映画『レニ』（ドイツ語: Die Macht der Bilder: Leni Riefenstahl：英語: The Wonderful, Horrible Life of Leni Riefenstahl）のなかで、リーフェンシュタールはアグフアが R-Stock と称される新しいフィルムを提供した事について述べている。（昼間に）赤いフィルターをかけて撮影すると、空が真っ黒に写るようになっていた。その映画は、ほとんどロケーション撮影によって作られた映画としては最も早い時期に制作されたトーキー映画である。
リーフェンシュタールを女優として起用し、監督として山岳映画 (Bergfilm) を何本も撮ったアーノルト・ファンクは、最初の段階でこの映画の編集に関わったが、リーフェンシュタールはその出来に満足せず、フィルムを完全に再編集した。

## 反響
この作品は商業的にも、批評的にも、そこそこの成功を収めた。ヨーロッパ各地やイギリスでは好評だったが、ドイツでは評価が分かれた。左翼系の新聞は嘲笑を浴びせたが、一方で右翼系の新聞は賞賛を送った。山岳映画が新しかったロンドンやパリでは、商業的にも、批評的にも相当の成功を収めた。さらにこの作品は、ヴェネツィア国際映画祭では銀メダルを獲得した。
『ニューヨーク・サン』紙は、この作品について「今年の映画の中で最も絵のように美しかった作品のひとつ。作家、監督、スターを兼ねるレニ・リーフェンシュタールは、賢い女性であり、登攀の達人だ。」と記した。
『ニューヨーク・ヘラルド・トリビューン』紙は、「素晴らしく絵のような美しさ」と賞賛し、「主演し、脚本を書き、監督をしてこの作品を完成させるとは、何と非の打ち所のない女性なのだろう」とリーフェンシュタールを賞賛した。
『ニューヨーク・タイムズ』紙は、この作品について「あらすじを要約しても、この映画のアクションの美しさや驚異的なカメラワークを、特に光の効果を、充分に伝える事はできない。」と記した。
この映画の美学は、特にその自然の描写において、アドルフ・ヒトラーの関心を呼んだと言われており、おそらくは、その後リーフェンシュタールにプロパガンダ映画の制作を委嘱するひとつの契機になったのかもしれない。

## 再編集版
ナチ党の権力掌握後の1937年には、マイヤー、バラージュ、ソーカルらユダヤ人の名を取り除いた再編集版が再発表された。
1951年、イタリアの企業が出資し、この映画の再編集版が発表された。リーフェンシュタールは86分だった作品を、73分まで圧縮し、サンタマリアの村に現代的な都会人が到着する場面などが除去された。この再編集版は、「レニ・リーフェンシュタールによる山の伝説」と宣伝文句がつけられた。1951年11月、新たな編集、音楽、サウンドトラックによる版がローマで公開され、その特別興業の上映の際の華やかさは、リーフェンシュタールが「目もくらむばかり」と表現するほどだった。この再編集版は『サンタマリアの魔女 (Die Hexe von Santa Maria)』と題されてドイツにも配給され、オーストリアでも限定的に公開された。

## 作品の源泉と考えられるもの
ドイツには『青の光 (Das blaue Licht)』という同じ題名の伝説があり、これがリーフェンシュタールの脚本に何らかのインスピレーションを与えた可能性がある。汎ゲルマン主義のエートスが席巻していた当時のドイツでは、映画の観客たちはこの古い伝説に親しんでいたはずであり、この映画がそれをなぞるように展開すると期待したことだろう。しかし、この映画には、伝説との共通性はほとんどなく、しかも伝説から離れて思いもかけない方向へ展開し、レニ・リーフェンシュタールを、魔女ではなく、不当に魔女扱いされる美しい孤高の存在として描き出している。
1810年にグリム兄弟が採集し、1920年代のヒトラーに先んじた国家主義者たちによって広められた元々の伝説は、王のために戦って不自由な身となり、お払い箱になった兵士の物語である。軍隊を離れた兵士は、癒しを求めて森に入り、魔女の家にたどり着く。そこで兵士は、自分を治してくれるかと魔女に尋ねる。魔女は兵士の身体を治す事を約束し、そのために3つのことをするよう、兵士に要求する。その3つめの務めが、深い空井戸に降りて、その底にある古代のランプを取ってくる事だった。
伝説では、井戸の底で小人のようなものに出会う。奇妙なランプから立ち現れるそのランプの精は、不思議な青い光に輝き、最後には魔女を破滅させる事になるのだが、リーフェンシュタールの構想と、それ以前から存在していたこのドイツの神話との結びつきは、これ以上はほとんど無いといってよい。
グスタフ・レンカー (Gustav Renker) の小説『Bergkristall』（仮訳「山の水晶」：1930年）は、『青の光』のあらすじと数多くの類似点があり、バラージュとリーフェンシュタールによって、無断であらすじとして用いられた可能性もある。